# Cupido lacturnus
Espèce
Cupido lacturnus est une espèce de lépidoptères (papillons) de la famille des Lycaenidae, originaire d'Asie et d'Océanie.

## Description
L'imago de Cupido lacturnus est un petit papillon qui présente un dimorphisme sexuel. Le dessus des ailes de la femelle est marron ocre, tandis que celui du mâle est bleu bordé de gris, bordure plus ou moins large suivant les sous-espèces. Les ailes postérieures sont marquées d'une queue et de deux ocelles noirs en position anale, surmontés d'une bande orange.
Le revers des ailes a un fond gris orné de lignes de points gris, et aux ailes postérieures des deux mêmes ocelles noirs en position anale, surmontés d'une bande orange.

## Biologie
Les plantes hôtes de la chenille sont des Desmodium, Lotus, Trifolium et Lysionotus.

## Distribution
L'espèce est présente dans le Sud de l'Asie, notamment en Inde, au Sri Lanka, en Malaisie, dans le Sud-Est de la Chine, en Corée, au Japon, en Thaïlande et en Indonésie (notamment Sumatra, Bornéo, Sulawesi) ; et en Océanie sur diverses îles dont la Nouvelle-Calédonie et sur la côte nord de l'Australie,.

### Biotope
On la trouve dans les jardins, au bord des routes et des berges des rivières.

## Systématique
L'espèce actuellement appelée Cupido lacturnus a été décrite par l'entomologiste français Jean-Baptiste Godart en 1824 sous le nom initial de Polyommatus lacturnus.
Cupido lacturnus a pour synonymes :
- Polyommatus lacturnus Godart, 1824
- Plebejus polysperchinus Kheil, 1884
- Everes tuarana Riley, 1923
- Everes parrhasius pila Evans, [1925]
- Everes syntala Cantlie, 1963
- Everes okinawanus Fujioka, 1975
- Everes lacturnus (Godart, 1824) — combinaison encore largement utilisée par les auteurs qui ne considèrent pas le genre Everes comme un synonyme de Cupido.

### Sous-espèces
Plusieurs sous-espèces ont été décrites : 
- Cupido lacturnus palliensis (Ribbe, 1899)
- Cupido lacturnus assamica (Tytler, 1915) — présente en Assam.
- Cupido lacturnus rileyi (Godfrey, 1916)
- Cupido lacturnus kawaii (Matsumura, 1926) — présente au Japon.
- Cupido lacturnus australis (Couchman, 1962) — présente en Australie.

## Noms vernaculaires
Cupido lacturnus est appelé en anglais Tailed cupid ou Oriental Short-tailed Blue,.